# Dynaspidiotus meyeri
Dynaspidiotus meyeri är en insektsart som först beskrevs av Marlatt 1908.  Dynaspidiotus meyeri ingår i släktet Dynaspidiotus och familjen pansarsköldlöss. Inga underarter finns listade i Catalogue of Life.